# Simulium diamantinum
Simulium diamantinum är en tvåvingeart som beskrevs av Coscaron och Coscaron-arias 1996. Simulium diamantinum ingår i släktet Simulium och familjen knott. Inga underarter finns listade i Catalogue of Life.